# Saint-Guillaume, Isère
Saint-Guillaume är en kommun i departementet Isère i regionen Auvergne-Rhône-Alpes i sydöstra Frankrike. Kommunen ligger i kantonen Monestier-de-Clermont som tillhör arrondissementet Grenoble. År 2022 hade Saint-Guillaume 239 invånare.

## Befolkningsutveckling
Antalet invånare i kommunen Saint-Guillaume
Referens:INSEE